# Titularbistum Tingis
Tingis (ital.: Tingi) ist ein Titularbistum der römisch-katholischen Kirche.
Es geht zurück auf einen untergegangenen Bischofssitz in der antiken Stadt Tingis, dem heutigen Tanger in Marokko, die in der römischen Provinz Mauretania Tingitana lag.
Am 14. November 1956 hob Pius XII. das Titularbistum auf, da am selben Tag das Erzbistum Tanger errichtet wurde.
| Titularbischöfe von Tingis |                                    |                                                       |                   |                   |
| Nr.                        | Name                               | Amt                                                   | von               | bis               |
| 1                          | Bernard Thomas Edward Clark OFMCap | Apostolischer Vikar von Arabien (Arabische Halbinsel) | 21. März 1902     | 18. Juni 1910     |
| 2                          | José Santiago Irala OFM            | emeritierter Bischof von Chachapoyas (Peru)           | 4. Juli 1910      | 28. Juli 1939     |
| 3                          | Friedrich Osterrath OSB            | Abt von Pietersburg (Südafrika)                       | 14. November 1939 | 14. November 1956 |